# Пеллегрини-Челони, Анна Мария
Анна Мария Пеллегрини-Челони (итал. Anna Maria Pellegrini Celoni; 1780 — 1835) — итальянская певица и вокальный педагог.
Пела на различных итальянских оперных сценах вплоть до 1830 года (когда она исполнила партию Беттины в опере Луиджи Карлини «Молодые годы Генриха V» в миланской «Ла Скала»). Преподавала в Болонской филармонической академии. Известна, прежде всего, как автор учебника пения «Грамматика, или Правила прекрасного пения» (итал. Grammatica, o sianó Regole di ben cantare; 1810, переиздание 1817), вышедшего в Риме с посвящением скульптору Канове, с которым певица была дружна; одобрительные предисловия к пособию написали композиторы Пьетро Алессандро Гульельми, Джузеппе Николини и Луиджи Карузо. Книга была переиздана в Лейпциге в 1813 г. в немецком переводе Иоганна Готфрида Шихта, в 2001 г. вышел и английский перевод.
Авторству Пеллегрини-Челони традиционно приписывается афоризм: «Кто умеет [правильно] дышать, тот умеет петь» (итал. Chi sa respirare sa cantare).